# HD 83944
HD 83944，又名CP-60 1477，SAO 250653、HR 3856，是一颗恒星，视星等为4.52，位于銀經281.89，銀緯-6.57，其B1900.0坐标为赤經9h 36m 34.8s，赤緯-60° -6.57′ 31″。